# Der Schatz der Azteken (1965)
Der Schatz der Azteken ist ein Abenteuerfilm aus dem Jahr 1965. Die Produktion aus der Reihe der deutschen Karl-May-Filme entstand unter der Regie von Robert Siodmak. In den Hauptrollen sind Lex Barker und Gérard Barray zu sehen.

## Handlung
Im Mexiko des Jahres 1864 herrschte der von Kaiser Napoléon III. eingesetzte Erzherzog Maximilian von Österreich gegen den Willen des Volkes. Vom amerikanischen Präsidenten Abraham Lincoln mit der Überbringung einer Geheimbotschaft beauftragt, ist der deutsche Arzt Karl Sternau auf dem Weg zum Rebellen Benito Juárez. Auf seinem Weg trifft er auf den schwäbischen Kuckucksuhrenvertreter Andreas Hasenpfeffer, der ihm bei einem Konflikt mit dem eigenmächtigen Hauptmann Verdoja aus der Patsche hilft und dabei auch Unterstützung bei dem Leutnant Potoca findet. Auf dem weiteren Weg zu Juarez treffen sie auf den alten Freund Sternaus, Frank Wilson, genannt „Donnerpfeil“, und helfen ihm, zwei alleinreisende Mädchen aus den Händen der Chichimek-Indianer zu befreien. Eines der Mädchen ist die letzte Aztekenprinzessin Karja.
Sternau bringt Benito Juarez in Kontakt mit dem Großgrundbesitzer Graf Don Fernando de Rodriganda y Sevilla, der ihn mit den notwendigen Geldmitteln zur Bekämpfung der Franzosen versorgen will. Dessen Sohn, der junge Graf Don Alfonso, der der feurigen Josefa verfallen ist, hintergeht jedoch wegen erheblicher Spielschulden seinen Vater, der bei einem Duell mit dem Gläubiger Don Alfonsos tödlich verwundet wird. Mit letzter Kraft enterbt er seinen Sohn und setzt Doktor Sternau als Testamentsvollstrecker ein, was der berechnenden Josefa gar nicht zusagt. Sie verlangt von Don Alfonso, der Prinzessin Karja Liebe vorzuheucheln, um an den verborgenen „Schatz der Azteken“ zu gelangen, der von Karjas Großvater Flathouani bewacht wird.
Auf der Hacienda von Graf Rodriganda taucht der Hauptmann Verdoja auf und belästigt die Tochter des Verwalters. Daraufhin wird Verdoja vom überraschend angereisten Benito Juarez wegen seiner Verfehlungen aus der Armee ausgestoßen. Er schwört Juarez und Doktor Sternau Rache. Letzterer wird bei einem Erkundungsritt von französischen Soldaten gefangen genommen und kurzerhand von Marschall Bazaine zu 20 Jahren Haft auf der Teufelsinsel verurteilt. Mit Hilfe seiner Freunde Hasenpfeffer und Donnerpfeil gelingt Sternau die Flucht, die jedoch vom Ex-Hauptmann Verdoja beobachtet wird. Anschließend kommt es zum Zweikampf zwischen Sternau und Verdoja. In dessen Verlauf tritt Sternau auf einen losen Stein und gerät dadurch ins Straucheln. Er stürzt einen Abhang hinunter und bleibt bewusstlos liegen. Eine Geheimtür öffnet sich im Felsen und Flathouani erscheint. Er denkt, Sternau hätte den Zugang zu seinem Schatz gefunden. Er will ihn töten, Karja jedoch bittet um das Leben Sternaus, der sie gerettet hatte.

## Produktion
Zum zweiten Mal nach Der Schut spielt Lex Barker in einem Karl-May-Film ohne Winnetou. Die deutsche Presse war auch prompt nicht besonders begeistert von dem Film, obwohl er mehr Karl-May-Motive hatte als mancher andere der Karl-May-Filme.
Produzent Artur Brauner gab seinen ursprünglichen Plan auf, den Film an Originalschauplätzen in Mexiko zu drehen und entschied sich für Jugoslawien, wo die meisten Karl-May-Filme entstanden. Es wurden dann lediglich einige Szenen aus dem Dokumentarfilm Panamericana – Traumstraße der Welt eingebaut. Die im Vorspann gezeigten archäologischen Bauten stammen allerdings aus Teotihuacán, dem zapotekischen Monte Albán sowie den beiden Mayastädten Uxmal und Chichen Itza, nicht jedoch von den Azteken.
Die Dreharbeiten begannen am 31. August 1964 auf Schloss Charlottenburg in Berlin, wo die Szenen in Don Fernandos Villa entstanden. Dann folgten zwei Wochen in Ateliers der CCC-Film. Am 12. September flog man nach Dubrovnik, wo das Standquartier in Jugoslawien war. Die Aufnahmen begannen am 14. September am Orjen. Schlechtes Wetter verzögerte die Dreharbeiten, und Rik Battaglia musste wegen eines Ausschlags am 20. Oktober zur Behandlung nach München fliegen. Am 28. Oktober kehrte er zurück, und vom 3. bis zum 5. November entstanden in den Ateliers der jugoslawischen Filmfirma Avala die Aufnahmen des Pyramideninneren und der Schatzgrotte. Lex Barker konnte nun anderweitigen Verpflichtungen nachkommen.
Am 14. November flog das restliche Team nach Titograd, wo Szenenbildner Otto Pischinger einen kleinen Berg zur Aztekenpyramide umfunktioniert hatte. Die Dreharbeiten zogen sich hier wegen des schlechten Wetters bis zum 5. Dezember hin. An diesem Tag traf man in Belgrad ein, wo im Atelierkomplex der Avala eine riesige Naturlandschaft aufgebaut worden war, in der bis zum 17. Dezember die verbleibenden Aufnahmen stattfanden. Am 21. und 22. Dezember wurden in den Ateliers in Berlin die restlichen Szenen gedreht, darunter auf einer Wiese hinter dem Studio das Duell zwischen Graf Fernando und Embarez.
Die verbleibenden Außenaufnahmen mit Lex Barker entstanden vom 15. bis zum 29. Januar 1965 in Spanien in der Umgebung von Barcelona und Lerida am Rande der Dreharbeiten zu dem CCC-Film Die Hölle von Manitoba. Artur Brauner hatte schon vor Beginn der Dreharbeiten entschieden, dass die umfangreiche Produktion nur als Zweiteiler auf den Markt kommen sollte.
Die Uraufführung erfolgte am 4. März 1965 im „Savoy“, Düsseldorf. Der Film erhielt eine „Lobende Erwähnung“ auf den Filmfestspielen in Karlovy Vary.

## Synchronisation
Für die Synchronarbeit war Alexander Welbat verantwortlich. Ralf Wolter und Hans Nielsen sind mit ihren eigenen Stimmen zu hören.
| Rolle             | Darsteller            | Synchronsprecher      |
| ----------------- | --------------------- | --------------------- |
| Dr. Karl Sternau  | Lex Barker            | Gert Günther Hoffmann |
| Graf Alfonso      | Gerard Barray         | Lothar Blumhagen      |
| Josefa            | Michèle Girardon      | Eva Katharina Schultz |
| Rosita Arbellez   | Alessandra Panaro     | Marianne Lutz         |
| Hauptmann Verdoja | Rik Battaglia         | Rainer Brandt         |
| Karja             | Teresa Lorca          | Claudia Brodzinska    |
| Leutnant Potoca   | Gustavo Rojo          | Michael Chevalier     |
| Frank Wilson      | Kelo Henderson        | Arnold Marquis        |
| Graf Don Fernando | Friedrich von Ledebur | Klaus W. Krause       |
| Abraham Lincoln   | Jeff Corey            | Wilhelm Borchert      |
| Benito Juarez     | Fausto Tozzi          | Helmut Wildt          |
| Marschall Bazaine | Jean-Roger Caussimon  | Siegfried Schürenberg |
| Flathouani        | Mirko Kujačić         | Friedrich von Ledebur |
| Graf Embarez      | Djordje Nenadović     | Heinz Petruo          |

## Kritiken
„Ein Autoren-Triumvirat von bewährtem Gestaltungsformat schuf hier ein bizarres, schillerndes Szenarium, das von der international erfahrenen Regiehand Siodmaks zu einem mitreißenden Film gestaltet wurde. Hier wird die Filigranarbeit des Dekors zum wichtigsten Erfolgsfaktor. Bestechend und in ihren Zwischentönen hervorragend die Kameraarbeit von Siegfried Hold. Einer der bemerkenswertesten Filme der unerschöpflich erscheinenden Karl-May-Serie.“

„Lex Barker und Rik Battaglia sind der gute und der böse Held, indes Juarez inmitten seiner Indianer stets mit einem Zylinder herumläuft. Regisseur Siodmak trägt außer seiner Hollywood-Routine nichts zum Gelingen des Films bei. Erst die Fortsetzung wird das Abenteuer zu Ende führen – aber nicht mal darauf ist man gespannt.“

„Die Drehbuchautoren könnten eine Menge bei ihren Kollegen, den Autoren von Dreigroschen-Fortsetzungsromanen, lernen. Ohne jeden Sinn für Dramaturgie reihen sie Abenteuer an Abenteuer, und der von ihnen als Held gedachte Dr. Sternau stolpert wie ein Tolpatsch hinein.“

„Aufwendig inszenierte, thematisch aber flache Verfilmung zweier Karl-May-Romane […]. Nach üblicher Rezeptur werden breit ausgespielte Kampfszenen von bemühter Heiterkeit aufgelockert, ohne daß diese Art von "Schau-Unterhaltung" wirklich Profil gewinnt.“

„Lex Barker reitet für Deutschland – in einem mäßigen Abenteuerfilm. Karl-May-Leser werden enttäuscht sein. Grausamkeiten sind vermieden worden […].“